# 孫寶琦臨時內閣
孫寶琦臨時內閣是熊希齡內閣倒台之後以孫寶琦為代理國務總理組成的臨時內閣。成立於民國3年（1914年）2月12日，同年5月1日告終。
此臨時內閣壽命只有兩個月，許多閣員仍然是原熊希齡內閣成員繼續留任。而其中，教育總長嚴修未到任前，由次長蔡儒楷代理；陸軍總長段祺瑞因為要到湖北迎接黎元洪，所以由周自齊代理其職務一段時間；農商總長張謇亦請假南下，所以由章宗祥代理。
又，原來的農林部和工商部在1914年3月22日合併為農商部，總長為以前兼任兩部總長的張謇。

## 內閣成員
| 職位         | 姓名   | 備注 |
| ------------ | ------ | ---- |
| 代理國務總理 | 孫寶琦 | 兼任 |
| 外交總長     | 孫寶琦 |      |
| 內務總長     | 朱啟鈐 |      |
| 財政總長     | 周自齊 |      |
| 陸軍總長     | 段祺瑞 |      |
| 海軍總長     | 劉冠雄 |      |
| 教育總長     | 嚴修   |      |
| 司法總長     | 章宗祥 |      |
| 農商總長     | 張謇   |      |
| 交通總長     | 朱啟鈐 | 兼任 |